# Mariscala
Mariscala är en ort i Mexiko.   Den ligger i kommunen Tepexi de Rodríguez och delstaten Puebla, i den sydöstra delen av landet, 160 km sydost om huvudstaden Mexico City. Mariscala ligger 1 820 meter över havet och antalet invånare är 510.
Terrängen runt Mariscala är platt åt sydost, men åt nordväst är den kuperad. Runt Mariscala är det glesbefolkat, med 19 invånare per kvadratkilometer. Närmaste större samhälle är Tepexi de Rodríguez, 7,0 km norr om Mariscala. Omgivningarna runt Mariscala är en mosaik av jordbruksmark och naturlig växtlighet.